# 聖路易斯德爾帕爾馬縣

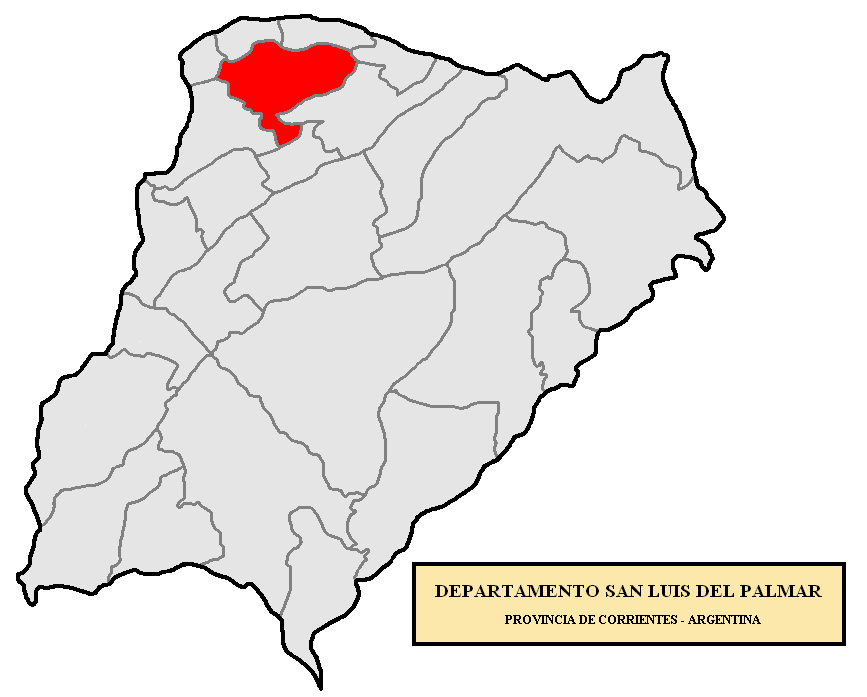

27°30′28″S 58°33′32″W / 27.50778°S 58.55889°W
聖路易斯德爾帕爾馬縣（西班牙語：Departamento San Luis del Palmar），是阿根廷的縣份，位於該國北部科連特斯省，首府設於聖路易斯德爾帕爾馬，面積2,385平方公里，2010年人口17,590，人口密度每平方公里7.38人。